# Ocypode cordimanus
Ocypode cordimanus – gatunek morsko-lądowych krabów z rodziny Ocypodidae i  Ocypode.
Krab średnich jak na rodzaj rozmiarów. Karapaks ma drobno i gęsto ziarenkowany, nieco szerszy niż dłuższy. Zewnętrzne kąty orbitalne są szeroko trójkątne, wyraźnie wystające w przód. Karapaks jest najszerszy w przedniej ⅓, gdzie jego boczne krawędzie są wypukłe. Słupki oczne są nie są przedłużone odsiebnie poza rogówkę oka. Na propodicie większych szczypiec brak listewki strydulacyjnej. Mniejsze szczypce zwężają się ku spiczastym wierzchołkom. Na grzbietowym brzegu propoditu drugiej pary odnóży krocznych oraz w pośrodkowym rządku na grzbietwej części powierzchni przedniej pierwszej pary odnóży krocznych występują szczecinki. Wieczko płciowe jest samicy jest dystalnie zaokrąglone, a mezalnie wydłużone. Samce mają bocznie zakrzywione ponad odsiebną częścią gonopody pierwszej pary, wyposażone wyraźny głaszczek.
Gatunek indopacyficzny, rozsiedlony od wybrzeży wschodniej Afryki i Morza Czerwonego po Polinezję Francuską.